# پژوهشکده محاسبات بنیادی

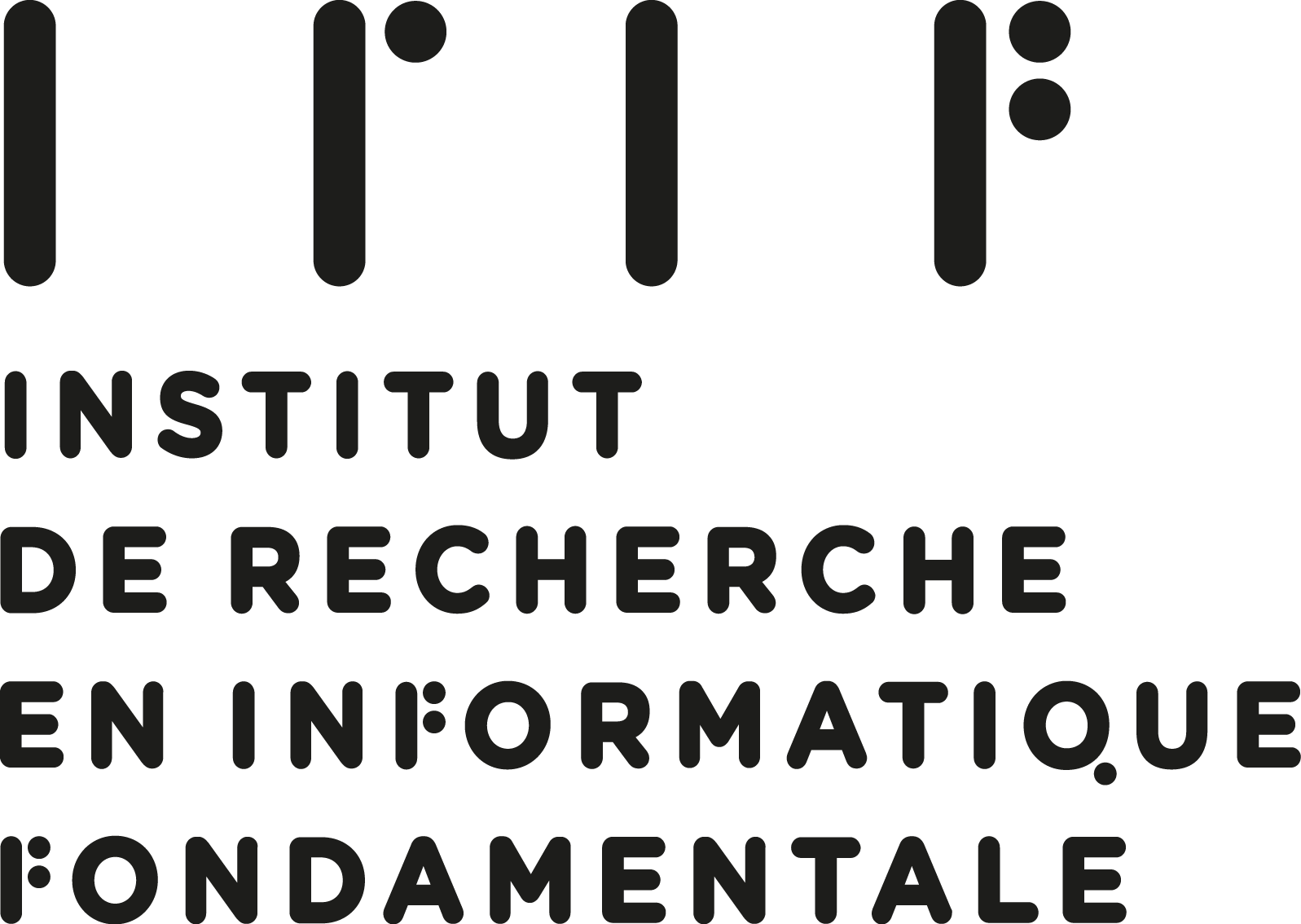
ساختمان اصلی عنبیه

پژوهشکده محاسبات بنیادی ( عنبیه؛ انگلیسی: Fundamental Computing Research Institute) یک موسسه تحقیقاتی فرانسوی می باشد که از تحقیقات پیشرفته در علوم کامپیوتر پشتیبانی می کند. در پاریس قرار گرفته است. این یک موسسه تحقیقاتی عمومی با مشارکت دانشگاه پاریس سیته می باشد. 

## محققین معروف
- والری برته ، ریاضیدان فرانسوی